# Gieniusze (rejon brzostowicki)
Gieniusze (biał. Генюшы; ros. Генюши) – wieś na Białorusi, w obwodzie grodzieńskim, w rejonie brzostowickim, w sielsowiecie Koniuchy.
W czasach zaborów w granicach Imperium Rosyjskiego, w guberni grodzieńskiej, w powiecie grodzieńskim.
W latach 1921–1939 leżała w Polsce, w województwie białostockim, w powiecie grodzieńskim, w gminie Krynka.
Według Powszechnego Spisu Ludności z 1921 roku zamieszkiwały tu 122 osoby, 77 były wyznania rzymskokatolickiego a 45 prawosławnego. Jednocześnie 98 mieszkańców zadeklarowało polską przynależność narodową a 24 białoruską. Były tu 23 budynki mieszkalne.
Miejscowość należała do parafii prawosławnej i rzymskokatolickiej w Krynkach. Podlegała pod Sąd Grodzki w Krynkach i Okręgowy w Grodnie; właściwy urząd pocztowy mieścił się w Krynkach.
W wyniku napaści ZSRR na Polskę we wrześniu 1939 miejscowość znalazła się pod okupacją sowiecką. 2 listopada została włączona do Białoruskiej SRR. 4 grudnia 1939 włączona do nowo utworzonego obwodu białostockiego. Od czerwca 1941 roku pod okupacją niemiecką. 22 lipca 1941 r. włączona w skład okręgu białostockiego III Rzeszy. W 1944 miejscowość została ponownie zajęta przez wojska sowieckie i włączona do obwodu grodzieńskiego Białoruskiej SRR.
Od 1991 w składzie niepodległej Białorusi.
W dwudziestoleciu międzywojennym wieś leżała w Polsce, w województwie białostockim, w powiecie grodzieńskim.

## Polski cmentarz wojskowy
W Gieniuszach znajduje się cmentarz polskich żołnierzy poległych w wojnie polsko-bolszewickiej. Spoczywa na nim 16 żołnierzy poległych podczas walk pod Brzostowicą Wielką w dniach 20–24 września 1920 pomiędzy 3 Dywizją Piechoty Legionów gen. Leona Berbeckiego a 15 Armią RFSRR komandarma Augusta Korka.
Wykaz pochowanych żołnierzy:
- Jędrych ? 1 komp. 23 pp
- Józef Kluz(?)ka 1 komp. 23 pp
- Kazimierz Zorzelan ? 1 komp. 23 pp
- Franciszek Powroźniak 23 pp
- Jabłoński 8 komp. 23 pp
- Jan Ciuszuk ? 2 komp. 23 pp
- Rudkiewicz 2 komp. 23 pp
- Franciszek Rybarczyk 3 komp. 9 pp
- Romuald Kożłowski ? 3 komp. 9 pp
- Gołębiowski ?
- Nieznany żołnierz Armii Polskiej
- Nieznany żołnierz Armii Polskiej

Personaliów pozostałych czterech żołnierzy nie udało się odczytać. Przynajmniej jeden z nich należał do 1 komp. 23 pp.

W 2012 cmentarz został odnowiony kosztem grodzieńskich przedsiębiorców Natalii i Jana Dąbrowskich i 7 października tego roku został ponownie poświęcony.